# Шапизак
Шапизак (фр. Chaspuzac) насеље је и општина у централној Француској у региону Оверња, у департману Горња Лоара која припада префектури Пиј ан Веле.
По подацима из 2011. године у општини је живело 700 становника, а густина насељености је износила 71,65 становника/km². Општина се простире на површини од 9,77 km². Налази се на средњој надморској висини од 869 метара (максималној 964 m, а минималној 818 m).

## Демографија
| 1962. | 1968. | 1975. | 1982. | 1990. | 1999. | 2011. |
| ----- | ----- | ----- | ----- | ----- | ----- | ----- |
| 295   | 326   | 306   | 338   | 480   | 521   | 700   |

График промене броја становника у току последњих година